# Nahdatul Ulama
Nahdatul Ulama (także Nahdlatul Ulama albo NU) – konserwatywne ugrupowanie muzułmańskich sunnitów w Indonezji, założone 31 stycznia 1926 roku. Odwołuje się do tradycji muzułmańskiej, a zwłaszcza do studiowania Koranu oraz zawartych w nim praw i reguł. Pomimo tradycjonalistycznego charakteru organizacji jej przewodniczący Hasyim Muzadi jest w opozycji do establishmentu indonezyjskiego jako przedstawicieli państwa religijnego i opowiada się za lepszym zrozumieniem i współpracą pomiędzy wszystkimi grupami religijnymi.